# Alvarus Thomaz
Alvarus Thomaz (* 15. Jahrhundert; † 16. Jahrhundert) in der Literatur auch als Alvarus Thomas, Álvaro Tomás oder Alvaro Thomaz zu finden, war ein portugiesischer Mathematiker und Physiker Anfang des 16. Jahrhunderts. Der vollständige Titel seines einzigen, überlieferten Buches von 1509 lautet Liber de triplici motu proportionibus annexis magistri Alvari Thomae Ulixbonensis philosophicas Suiseth calculationes ex parte declarans. Darin werden in scholastischer Tradition die philosophischen Konzepte von lokaler Bewegung (motus localis), Vermehrung (augmentatio) und Veränderung (alteratio) diskutiert. Von besonderer Bedeutung für Alvarus sind die Texte der sogenannten Oxforder Kalkulatoren vom Merton College, einer Gruppe von Naturphilosophen aus dem 14. Jahrhundert. Sie entwickelten in Auseinandersetzung mit dem aristotelischen Bewegungskonzept die Kategorisierung in gleichförmige und ungleichförmige Bewegungen, deren Analyse sich Alvarus’ Werk widmet.
Außer seinem Werk Liber de triplici motu ist sehr wenig über Alvarus bekannt. Zwischen 1510 und 1521 – möglicherweise auch eher – studierte und unterrichtete er in verschiedenen Fakultäten der Pariser Universität. Neben der Naturphilosophie beschäftigte sich Alvarus auch mit Medizin, worin er 1518 den Doktortitel erwarb.